# Versehgarnitur

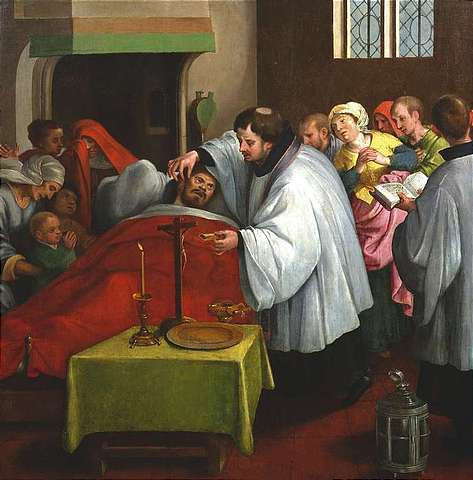
Vor dem Bett stehen auf einem Tischchen ein Kreuz, Kerzen und Gefäße mit den Heiligen Ölen

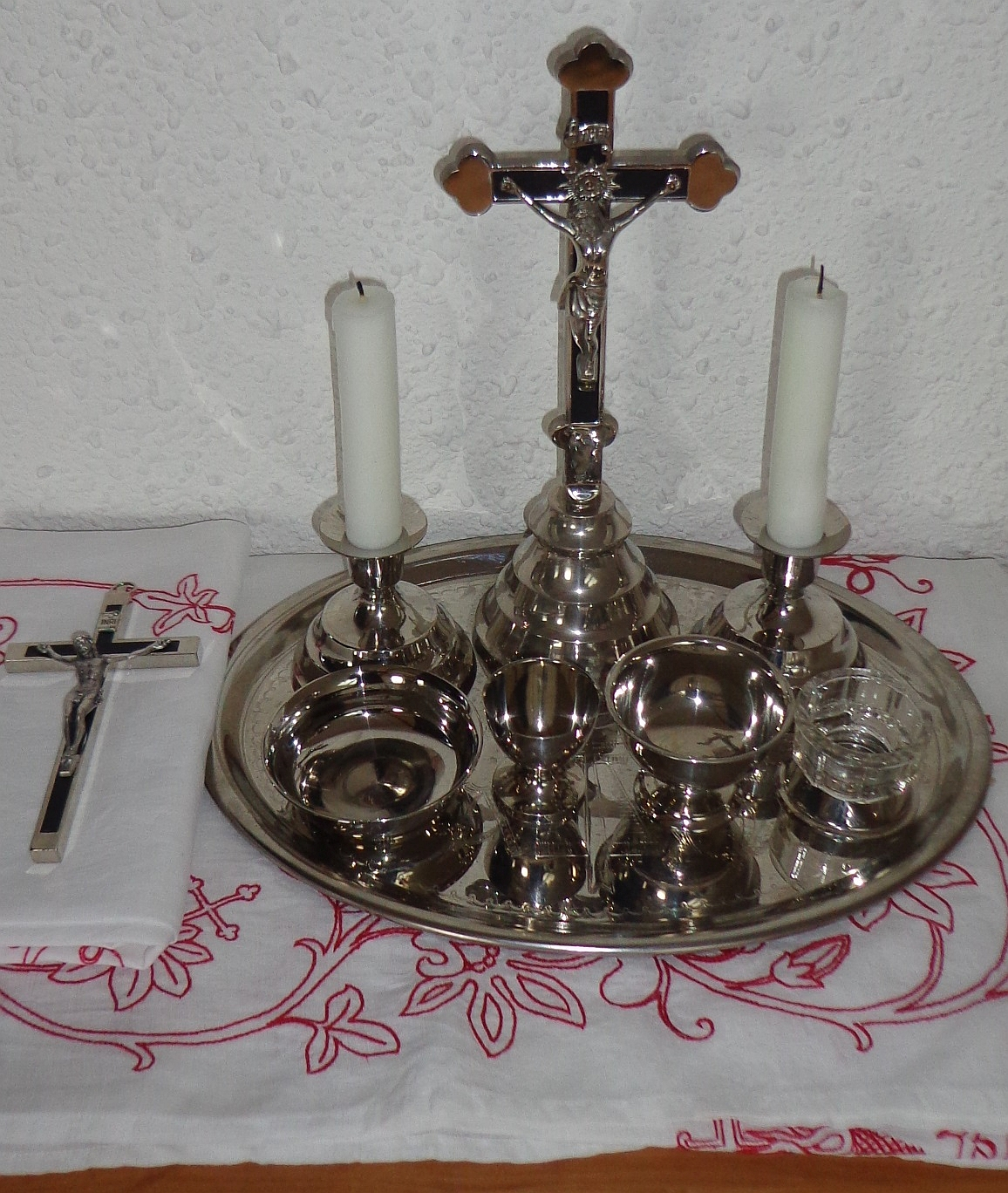
Komplette Versehgarnitur mit Sterbekreuz, darunter Mundtücher, Standkreuz, Kerzenhalter mit Kerzen, die vier Schalen (für Salz für den Priester, für Krankenöl, eine Kranken-Patene, eine Glasschale für Weihwasser), Altartuch

Eine Versehgarnitur (auch Versehbesteck) gab es bis in die Mitte des 20. Jahrhunderts hinein in vielen katholischen Haushalten. Der Priester gebrauchte sie bei der Spendung der Krankensalbung.

## Geschichte
Seit dem 16. Jahrhundert hatten reichere Menschen Standkreuze neben ihrem Bett, die auch bei der Spendung der Sterbesakramente verwendet wurden. Seit Mitte des 19. Jahrhunderts begannen auch einfachere Gläubige, sich solche Kreuze, die später durch ein verziertes Tablett erweitert wurden, anzuschaffen. Spätestens zu Beginn des 20. Jahrhunderts war ein Versehbesteck eines der typischen Hochzeitsgeschenke oder eine Gabe zur Aussteuer.

## Zusammensetzung
Zu einer Versehgarnitur gehören meist ein Standkreuz, ein kleineres Sterbekreuz, ein größeres silbernes Tablett und drei kleinere silberne Schalen, oftmals auch noch eine weitere Glasschale für Weihwasser, des Weiteren ein kleines weißes Tuch, mit dem sich der Priester die Finger abtrocknen konnte.

## Gebrauch
Wenn der Priester einen Kranken zu einem Versehgang aufsuchte, hatte die Familie die Versehgarnitur oftmals schon neben dem Bett bereitgestellt. Das Sterbekreuz wurde dem Kranken vor der Beichte zum Küssen gereicht. In einer der Schalen war ein wenig Salz zur Reinigung der Hände des Priesters nach der Salbung mit dem Krankenöl, in einer zweiten Wasser für die Ablution der Finger nach der Spendung der Kommunion. Nach der Ablution trank der Priester das Wasser mit den Hostienpartikeln.